# Монтекопиоло
Монтекопиоло (итал. Montecopiolo) — коммуна в Италии, располагается в регионе Марке, в провинции Пезаро-э-Урбино.
Население составляет 1 104 человек  (30-11-2017), плотность населения составляет 30,83 чел./км². Занимает площадь 35,81  км². Почтовый индекс — 61014. Телефонный код — 0722.
Покровителем коммуны почитается Архангел Михаил, празднование 29 сентября.

## Демография
Динамика населения:

## Администрация коммуны
- Официальный сайт: http://www.comune.montecopiolo.pu.it/